# دنیل یازینسکی
دنیل یازینسکی (انگلیسی: Daniel Jasinski؛ زادهٔ ۴ اوت ۱۹۸۹) یک پرتاب‌گر دیسک اهل آلمان است. وی در مسابقات کشوری و بین‌المللی در مجموع برندهٔ ۱ مدال طلا، ۱ مدال برنز شده‌است.